# 圣马丹当特罗讷
圣马丹当特罗讷（法語：Saint-Martin-d'Entraunes，法語發音：[sɛ̃ maʁtɛ̃ dɑ̃tʁon]，意为“昂特罗讷的圣马丹”）是法国滨海阿尔卑斯省的一个市镇，属于尼斯区。

## 地理
圣马丹当特罗讷（44°8'31"N, 6°45'44"E）面积40.05 平方千米，位于法国普罗旺斯-阿尔卑斯-蓝色海岸大区滨海阿尔卑斯省，该省份为法国东南部沿海省份，南濒地中海，西南至瓦尔省，西北接上普罗旺斯阿尔卑斯省，北部和东部与意大利接壤。
与圣马丹当特罗讷接壤的市镇（或旧市镇、城区）包括：卡斯泰莱莱索塞、科尔马、昂特罗讷新堡、昂特罗讷、昂特罗讷新城。

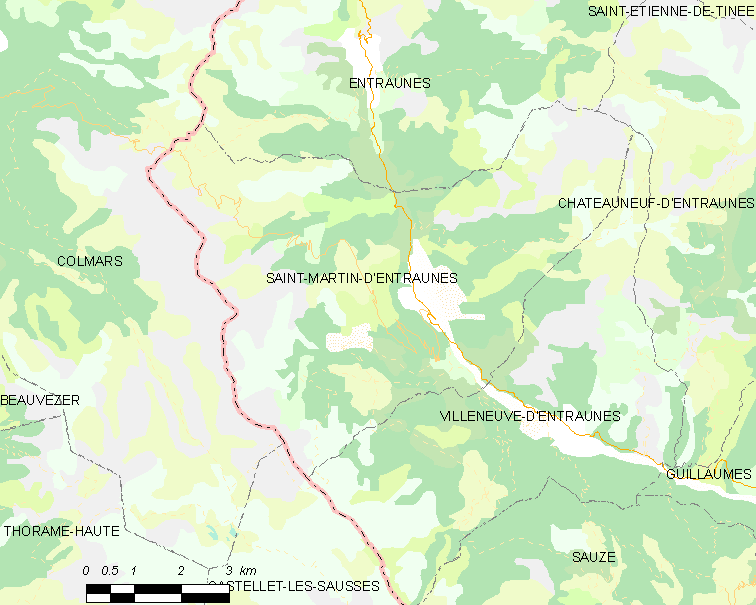
圣马丹当特罗讷的OSM定位图

圣马丹当特罗讷的时区为UTC+01:00、UTC+02:00（夏令时）。

## 行政
圣马丹当特罗讷的邮政编码为06470，INSEE市镇编码为06125。

## 政治
圣马丹当特罗讷所属的省级选区为旺斯县。

## 人口

1962-2008年间圣马丹当特罗讷人口变化图示

圣马丹当特罗讷于2022年1月1日时的人口数量为146人。